# Havekørvel
Havekørvel (Anthriscus cerefolium) er en 25-80 cm høj urt, der dyrkes som krydderurt og findes forvildet ved bebyggelser og affaldspladser.

## Beskrivelse
Havekørvel er en enårig plante med en opret, busket vækst. Stænglen er rund i tværsnit, hul og glat, men behåret ved bladenes basis. Bladene er ægformede og flere gange fjersnitdelte med en tandet rand. Oversiden er græsgrøn, mens undersiden er lysegrøn.
Blomstringen foregår i maj-juni, hvor man finder blomsterne samlet i side- og endestillede skærme. De enkelte blomster er 5-tallige og regelmæssige med undtagelse af skærmenes randblomster, der har forlængede kronblade på siden, der vender bort fra skærmen. Kronbladene er hvide. Frøene er nødder med et kort næb.
Rodsystemet består af en kort, lodret pælerod med nogle få, grove siderødder.
Højde x bredde og årlig tilvækst: 0,50 x 0,40 m (50 x 40 cm/år); målene kan bruges til beregning af planteafstande, når arten sås som kulturplante.

## Hjemsted
Havekørvel har sin naturlige udbredelse i Mellemøsten, Kaukasus, Centralasien og i Øst- og Sydeuropa. I Danmark findes den af og til forvildet fra havedyrkning. Arten er tilpasset lysåbne eller halvskyggede voksesteder med en jordbund, der er middelfugtig og næringsrig.
I landsbyerne på de tørre steppeområder ved Neusiedler See i Burgenland i Østrig vokser den sammen med aftenpragtstjerne, agersnerle, cikorie, draphavre, alm. røllike, slangehoved, tidselkugle, alm. torskemund, bidende stenurt, bjergmandstro, bredbladet timian, Coronilla varia (en art af kronvikke), havemalurt, hjertebladet kongelys, lancetvejbred, markstenkløver, prikbladet perikon, seglsneglebælg, småblomstret salvie, stor gedeskæg, sølvpotentil, ungarsk vejsennep og vild gulerod

## Anvendelse
Bladene anvendes friske eller frosne som krydderi til suppe, sauce, salater, kylling, æg- og fiskeretter. Hele planten lugter aromatisk, og minder om anis.

## Note
1. ↑  Dvs. den er ikke furet, mens de er furede hos vild kørvel
2. ↑  Uwe Raabe og Dietmar Brandes: Flora und Vegetation der Dörfer im nordöstlichen Burgenland Arkiveret 19. januar 2015 hos  Wayback Machine (tysk)